# 岩下伸樹
岩下 伸樹（いわした のぶき、1966年9月14日 - ）は、日本のシュートボクサー。和歌山県出身。龍生塾所属。元SB世界ヘビー級王者。

## 戦績
| キックボクシング 戦績 | キックボクシング 戦績 | キックボクシング 戦績 | キックボクシング 戦績 | キックボクシング 戦績 | キックボクシング 戦績 | キックボクシング 戦績 |
| --------------------- | --------------------- | --------------------- | --------------------- | --------------------- | --------------------- | --------------------- |
| 23 試合               | (T)KO                 | 判定                  | その他                | 引き分け              | 無効試合              |                       |
| 14 勝                 | 9                     |                       |                       | 1                     | 0                     |                       |
| 8 敗                  | 2                     |                       |                       | 1                     | 0                     |                       |

| 勝敗 | 対戦相手                      | 試合結果                   | 大会名                                                                             | 開催年月日     |
| ×    | ヤーシーン・ ルークローンタン | 3R2:55 KO                  | 不明                                                                               | 不明           |
| ○    | マルコ・ダーメン              | 3R KO                      | 雷武見参                                                                           | 1996年3月17日  |
| ×    | アダム・ワット                | 1R1:56 KO                  | リングス実験リーグ '93 Round2                                                      | 1993年4月30日  |
| ○    | スコット“BANBAN”ソルビン      | 延長1R1:32 KO              | 格闘維新パート2                                                                    | 1993年1月28日  |
| ○    | マイク・スタッカー            | 3R1:27 KO                  | 格闘維新パート1 KlCKインターコンチネンタルクルーザー級タイトルマッチ               | 1992年12月9日  |
| ○    | エド・ミッチェル              | 判定                       | 日米三大決戦                                                                       | 1992年10月15日 |
| ○    | コディ・レイモンド            | 1R2:26 KO                  | UKFインターナショナルクルーザー級タイトルマッチ                                    | 不明           |
| ○    | 飯室 諮                       | 2R0:58 KO                  | 不明                                                                               | 1992年4月12日  |
| ○    | デール・ブルザード            | 1R4:28 KO                  | 不明                                                                               | 1992年3月23日  |
| ○    | ソルジャー緒形                | 1R1:40 TKO                 | 全日本4大タイトルマッチ・MAキック交流戦                                            | 1991年10月5日  |
| ○    | 西良典                        | 1R2:39 KO（3ノックダウン） | EXCITING BATTLE WIND IN OSAKA                                                      | 1991年9月2日   |
| ×    | 津山圭介                      | 2R1:21秒 KO（右膝蹴り）    | チャンピオン・カーニバル 全日本4階級タイトルマッチ 全日本イーグル級王座決定戦5分3R | 1991年3月21日  |
| ○    | 埼玉ベンケイ                  | 2R1:12 KO                  | 4大タイトルマッチ!! 全日本チャンピオンカーニバル                                   | 1990年10月10日 |
| ○    | 津山圭介                      | 2R1:05 KO                  | シーザーファイナル・カウントダウンVOL1                                             | 1990年8月26日  |
| ○    | ベンケイ秋男                  | 2R TKO                     | 次期世界タイトル挑戦者決定戦                                                       | 1990年3月17日  |
| ○    | 小川健一                      | 判定                       | 日米ミックスドマッチ                                                               | 1989年9月8日   |
| ○    | アンドレ・コープランド        | 判定                       | 新生・シュートボクシングスタート！                                                 | 1989年7月14日  |

## 獲得タイトル
- 初代SB世界スーパーイーグル級王座
- UKFインターナショナルクルーザー級王座
- KICKインターナショナルクルーザー級王座